# Upsilon Cygni
Upsilon Cygni (66 Cygni) é uma estrela na direção da constelação de Cygnus. Possui uma ascensão reta de 21h 17m 55.07s e uma declinação de +34° 53′ 48.8″. Sua magnitude aparente é igual a 4.41. Considerando sua distância de 901 anos-luz em relação à Terra, sua magnitude absoluta é igual a −2.80. Pertence à classe espectral B2Vne. É uma estrela variável γ Cassiopeiae.